# Xeniades orchamus
Xeniades orchamus is een vlinder uit de familie van de dikkopjes (Hesperiidae). De wetenschappelijke naam van de soort werd voor het eerst geldig gepubliceerd in 1777 door Pieter Cramer.